# Samuel Haven
Samuel Foster Haven (Dedham, 7 de mayo de 1806 - 5 de septiembre de 1881) antropólogo estadounidense, propuso la teoría asiática del poblamiento americano.
Sus padres fueron Samuel y Betsey Haven. Estudió leyes en el Amherst College de la Universidad Harvard. Comenzó a ejercer la abogacía en Lowell.
Aficionado a la historia colonial de Nueva Inglaterra, comenzó a publicar artículos especializados desde 1836. Posteriormente, amplió su interés a la Arqueología.
Incorporado como bibliotecario de la American Antiquarian Society de Worcester, Massachusetts en 1838, donde se familiarizó pronto con las colecciones de documentos y artefactos en custodia de la Sociedad, en especial con los de origen nativo americano.
Fruto de sus viajes e investigaciones, el Instituto Smithsoniano publicó, el que sería su único libro, Archaeology of the United States, en 1856. Allí sostuvo la gran antigüedad de los nativos americanos en el territorio estadounidense, postulando su origen asiático (llegaron desde Siberia) y los identificó como los constructores de los grandes túmulos del Misisipi.